# Organocínové sloučeniny

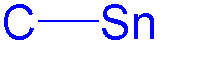
Organocínové sloučeniny obsahují cín spojený chemickou vazbou s uhlíkem.

Organocínové sloučeniny  jsou organokovové sloučeniny, které obsahují cín. Obvykle jsou více či méně toxické. V praxi se používají především jako stabilizátory PVC, jako biocidy (jedy) pro likvidaci škůdců a jako katalyzátory.

## Příklady
- Azocyklotin
- Dibutylcín
- Tetrabutylcín
- Tributylcín
- Tributylcínoxid
- Tributylcínchlorid
- Dibutylcínchlorid